# La meva noia atrevida
La meva noia atrevida (en anglés: My Sassy Girl; en coreà 엽기적인 그녀, Yeopgijeogin geunyeo, literalment "Aquesta noia estranya") és una comèdia sud-coreana dirigida per Kwak Jae-yong el 2001. El guió es basa en una història de Kim Ho-sik presentada com a verídica, que va fer aparèixer en un bloc d'Internet i de la que més tard en va fer una novel·la. A la seva estrena, la pel·lícula va tenir molt èxit, arribant a ser la comèdia més taquillera de tots els temps de Corea del Sud i convertint-se també en un superèxit per tota la regió de l'Àsia oriental (especialment al Japó, la Xina, Taiwan i Hong Kong). Fou doblada al català.

## Argument
Gyun-woo és un jove estudiant solter i més aviat mandrós. Una nit, en una estació de metro, es topa amb una noia completament beguda; sota la mirada ofesa dels altres passatgers, que creuen que es tracta de la seva xicota, aconsegueix acompanyar-la fins a un hotel perquè hi passi la nit. Quan Gyun-woo la torna a veure en millors circumstàncies, descobreix una jove desvergonyida i impertinent que no té pèls a la llengua. A poc a poc, però, Gyun-woo se sent atret per ella malgrat les dolenteries que li fa patir.

## Repartiment
- Cha Tae-hyun, Gyun-woo
- Jun Ji-hyun, la noia
- Kim In-Mun, pare de Gyun-woo
- Song Ok-suk, mare de Gyun-woo
- Han Jin-hie, pare de la noia
- Yang Geum-seok, tieta de Gyun-woo

## Premis
- 2001: Blue Dragon Awards, premi al millor actor
- 2002: Grand Bell Awards, millor actriu (Jun Ji-hyun) i millor guió adaptat[4]
- 2003: Hong Kong Film Awards, millor pel·lícula asiàtica
- 2003: Hochi Film Awards, millor pel·lícula estrangera
- 2003: Fant-Asia Film Festival, pel·lícula de més èxit